# Heba Allejji
Heba Allejji (ur. 20 stycznia 1997 roku) – syryjska tenisistka stołowa, uczestniczka igrzysk olimpijskich w Rio de Janeiro. Pierwsza w historii tenisistka stołowa, która reprezentowała Syrię na Igrzyskach Olimpijskich.

## Życiorys

### Początki
Zaczęła grać w 2006 roku, gdy została zauważona przez brata i trenera w centrum sportowym. By móc trenować, przeniosła się z prowincji Hasaka do Damaszku.
O swoim kraju mówiła: "Syria ma wielu ludzi grających w tenisa stołowego, ale liczba osób, które pozostają, jest tak mała. Najważniejszą rzeczą dla mnie jest pokazanie wspaniałego poziomu reprezentacji mojego kraju. Chcę potwierdzić, że nadal jesteśmy w stanie zagrać i trenować w Syrii. Kiedy gracze z Syrii nie mają dotacji lub niezbędnej uwagi ze strony państwa, wracają do domu."
Obecnie zajmuje 667. miejsce w klasyfikacji światowej kobiet.

### Imprezy kontynentalne
W 2015 roku brała udział w Azjatyckich kwalifikacjach do przyszłorocznych Igrzysk Olimpijskich. Otrzymała wtedy powołanie do drużyny olimpijskiej, która wyjedzie reprezentować kraj do Rio de Janeiro. Syria, jako jeden z trzech krajów, otrzymała powołanie dla Allejii, z powodu małej ilości uczestników w poprzednich imprezach. Przedstawiciele ITTF uznali, że zawodniczka, pomimo ciągłych konfliktów w Syrii, powinna brać udział w turniejach światowych.
Prócz tego uczestniczyła jeszcze w turnieju World Tour Qatar Open i w Mistrzostwach Azji juniorów.

### Igrzyska olimpijskie
Brała udział w turnieju tenisa stołowego w Rio de Janeiro w singlu. W eliminacjach przegrała z Yadirą Silvą 4:0. Tym samym odpadła z dalszej rywalizacji.